# A Hard Day's Night (sang)
 For alternative betydninger, se A Hard Day's Night. (Se også artikler, som begynder med A Hard Day's Night)
"A Hard Day's Night" er A-siden på det engelske rockband The Beatles' syvende single "A Hard Day's Night/Things We Said Today", der blev udgivet i Storbritannien den 10. juli 1964. Nummeret toppede hitlisterne i bl.a. Storbritannien, USA, Australien, Irland, New Zealand og Sverige. Sangen var titelnummer til Beatles' første film A Hard Day's Night instrueret af Richard Lester og var inkluderet på gruppens soundtrackalbum A Hard Day's Night.

## Sangens Titel
Hvor mærkeligt det end måtte lyde, så er det eneste nummer til filmen, hvor Beatles' udførelse ikke bliver vist, netop titelnummeret. Dette var der en ganske god grund til: det blev ikke optaget før en uge inden filmoptagelserne sluttede, og den scene, hvor de løber, hopper og falder var allerede blevet filmet og tænkt til at være åbningssekvensen.
Sangens titel stammer fra noget, der blev sagt af Ringo Starr. Starr beskrev det på denne måde i et interview med discjockeyen Dave Hull i 1964:
 Vi var i gang med et job, og vi havde arbejdet hele dagen, og vi arbejdede tilfældigvis hele natten. Jeg kom op og troede stadig, at det var dag, formoder jeg, og jeg sagde, "It's been a hard day …", og jeg kiggede mig omkring og så, at det var mørkt og sagde så, "…'s night!". Så kom vi frem til 'A Hard Day's Night'.

Alle er enige om, at det kommer fra en af Ringos bemærkninger, og også at beslutningen blev taget den 13. april 1964, men tidspunktet for udtalelsen og omstændighederne i forbindelse med valget af den som filmtitel er der stor uenighed om. John Lennon har f.eks. udtalt følgende i et interview med Playboy i 1980:
 Jeg skulle hjem i bilen, og Dick Lester foreslog titlen "A Hard Day's Night" fra noget Ringo havde sagt. Jeg havde brugt det i min bog In His Own Write, men det var en bemærkning fra Ringo. Du ved, en af disse "malapropisms". En "ringoisme", hvor han sagde noget - ikke for at det skulle være sjovt - han sagde det bare. Så Dick Lester sagde, at vi ville bruge den titel, og næste morgen bragte jeg sangen ind...

Paul McCartney har en helt anden udlægning i sin autoriserede biografi:
 Titlen var Ringos. Vi var næsten færdige med at lave filmen, og denne sjove bid ankom, som vi ikke havde kendt til før, og som navngav filmen. Så vi sad i Twickenham-studierne og havde en lille brainstorming-session; instruktør Dick Lester, os, filmproducent Walter Shenson, europæisk produktionschef for United Artists Bud Ornstein og nogle andre mennesker sad og prøvede at finde på noget, og vi sagde: "Nå, der var noget, Ringo sagde forleden dag ...". Han sagde efter en koncert, "Phew, it’s been A Hard Day’s Night." John og jeg sagde: "Hvad? Hvad sagde du lige?" Han sagde: "I’m bloody knackered, man, it’s been A Hard Day’s Night." "Hard day’s night! Forbandet genialt! Hvordan tænker han på dem? Woehayy!" Så det kom op i denne brainstorming-session, noget Ringo sagde: "It was A Hard Day's Night."

Filmproducent Walter Shenson var helt overbevist om, at det var ham, der havde besluttet, at det skulle være titlen. Uanset, hvordan beslutningen har været, syntes Lester, at titlen var god, da den passede til Beatles' humor og filmens hektiske tempo.

## Komposition
Der skulle være en titelsang til filmen og helst hurtigt, så da John Lennon tog hjem fra Twickenham-studierne den 13. april 1964, valgte han at gå i gang med den, og han skrev "A Hard Day's Night" om aftenen. Som vanligt er nummeret krediteret Lennon-McCartney. John Lennon fortsatte i sin udtalelse til Playboy:
 ...næste morgen bragte jeg sangen ind, fordi der var en lille konkurrence mellem Paul og mig om, hvem der fik A-siden – hvem der fik hits. Hvis du bemærker, i de tidlige dage var størstedelen af singlerne, i filmene og alt muligt, mine … i den tidlige periode dominerer jeg gruppen … Grunden til at Paul sang på "A Hard Day's Night" (i broen) er, at jeg ikke kunne nå tonerne.

Paul McCartney har udtalt i "Many Years From Now":
 John sagde: "Jeg skriver den." Og det gjorde han, han kom tilbage dagen efter med den. Jeg tror, han måske ikke havde alle ordene. Jeg kunne have været med på C-stykket. Sådan noget ville kun have taget tyve minutter. Der ville have været masser af tid til at løbe igennem det.

Sangen blev spillet for filmens producer, Walter Shenson, den 14. april. Lennon og McCartney fremførte den i deres omklædningsrum, på akustiske guitarer, med Lennons håndskrevne tekster støttet op på et bord. Shenson har fortalt
 Der var John og Paul med guitarer klar og alle teksterne skriblet på et tændstikhæftes omslag. De spillede den og optog den næste aften. Den havde det rigtige beat, og arrangementet var strålende. Disse fyre var genier.

På det tidspunkt var Lennon midt i en produktiv sangskrivningsfase og var ansvarlig for at skrive størstedelen af The Beatles' tredje album. Da han komponererde titelnummeret skrev han teksten på bagsiden af et fødselsdagskort til sin søn Julian. Dette kan ses på British Museum i London.

### Struktur og form
Sangen er i D-dur og står i 4 fjerdedels takt.
Alan W. Pollack beskriver bl.a. sangens stil således:
Selvom den er meget mindre direkte blues-afledt end enten "Can't Buy Me Love" eller "You Can't Do That", har "A Hard Day's Night" tæt sammenligning med begge disse sange. I det mindste deler de alle tre den samme lange form med to broer og en instrumental pause. Den mere interessante forbindelse er naturligvis den måde, hvorpå "A Hard Day's Night" tager et skridt videre i konceptet, set i forhold til de to andre sange, med en stil, der er båret af fusionen mellem traditionelle blues-elementer og dem, der er mere genkendelige som Beatles' egne varemærker.

## Indspilning
Titelnummeret til deres næsten færdiggjorte første film "A Hard Day's Night" blev indspillet den 16. april 1964 i EMI Studie 2. Tre timer var alt, der skulle til, fra kl. 10.00 til kl. 13.00. Sangen var færdigindspillet efter 9 optagelser. Til stede på denne dag var udover producer George Martin og teknikerne Norman Smith og Geoff Emerick filmens instruktør Richard Lester samt journalist og veninde Maureen Cleave, der hjalp med ved tilretning af teksten.
"A Hard Day's Night" kan umiddelbart genkendes på dens ikoniske kraftige åbningsakkord spillet af George Harrison på sin 12-strengede Rickenbacker 360/12 guitar.
George Martin husker tilbage på, hvorfor sangen åbnede så markant:
 Vi vidste, at nummeret ville åbne både filmen og soundtrack-LP'en, så vi ønskede en særlig stærk og effektiv begyndelse. Den stramme guitarakkord var den perfekte lancering.

Akkorden har gennem årene givet anledning til mange analyser i bøger og artikler.
En del af akkorden er en Fadd9, som bekræftet af Harrison under en online chat den 15. februar 2001:
Spørgsmål: Hr. Harrison, hvad er åbningsakkorden, du brugte til "A Hard Day's Night"?
Svar: Det er F med et G øverst, men du bliver nødt til at spørge Paul om bastonen for at få den rigtige historie.
Der kommer dog mere til for at give akkorden yderligere fylde. Paul spiller et lavt D på sin bas, mens John spiller en Fadd9-akkord på sin seksstrengede akustiske Gibson-guitar som en overdub. Også tydeligt på masterbåndet er et klaver, formentlig spillet af George Martin, der spiller lave D- og G-toner, sandsynligvis også indspillet som en overdub.
På Beatles Anthology 1 præsenteres gruppens allerførste optagelse af "A Hard Day's Night". Her er åbningsakkorden allerede på plads samt det meste af nummeret, men der er dog en del vokale og instrumentale forskelle i forhold til den senere master. Det er tydeligt, at denne første optagelse ikke ville blive den bedste, da man tydeligt hører latter, da optagelsen opløser sig.
Soloen i nummeret er speciel, da den består af både George Harrisons guitar og George Martins piano, der begge er indspillet samtidigt på halv hastighed. Teknikeren Geoff Emerick fortæller:
 Jeg fik besked på at køre båndet med halv hastighed, mens George Martin gik ned i studiet og fordoblede guitarsoloen på et ustemt klaver. Begge dele skulle spilles samtidigt, fordi der kun var ét ledigt spor, og det var fascinerende at se de to "Georges" arbejde side om side i studiet, mens de spillede den rytmisk komplekse solo i stram harmoni på deres respektive instrumenter.

Udover begyndelsesakkorden var der et andet forslag fra Dick Lester, og det var sangens konklusion. "Lester blev ved med at insistere på, at han havde brug for en 'drømmende' fadeout for at komme ind i filmens første scene," forklarer Geoff Emerick. Begge Dick Lesters forslag har helt klart været fremsat før det første forsøg på at indspille sangen, da begge disse elementer (introduktionen og konklusionen) blev forsøgt på den første optagelse. George Harrison spiller arpeggio outroen på sin 12-strengede guitar.
"A Hard Day's Night" blev færdigmixet til mono den 9 juni 1964 og til stereo den 22. juni 1964.

## Udgivelse
"A Hard Day's Night" udkom først i USA på den amerikaske udgave af albummet "A Hard Day's Night", der udkom den 26. juni 1964. Den blev blev udgivet som single den 10. juli 1964 med Things We Said Today som B-side samtidig med albummet "A Hard Day's Night" i Storbritannien. Tre dage senere (den 13 juni) blev "A Hard Day's Night" med "I Should Have Known Better" som B-side udgivet i USA.
De amerikanske og britiske singler af "A Hard Day's Night" toppede med det samme hitlisterne i Storbritannien og USA, og disse samt både de amerikanske og britiske albums med samme titel, holdt topplaceringen på deres respektive hitlister samtidigt i et par uger i august 1964. Det var første gang nogen kunstner havde opnået denne bedrift.

## Musikere
- John Lennon – tosporet sang, elektrisk og akustisk rytmeguitar
- Paul McCartney – tosporet sang (C-stykke), baggrundssang, bas
- George Harrison – singleguitar, tolvstrenget guitar
- Ringo Starr – trommer, koklokke, tambourin
- George Martin – piano
- Norman Smith - bongotrommer